# Girls und Panzer
Girls und Panzer (Japans: ガールズ&パンツァー) is een Japanse anime-serie uit 2012. De serie werd op Engelstalige streaming websites uitgezonden met Engelse ondertiteling en werd zowel in Japan als daarbuiten een succes. De serie is ook in het Engels nagesynchroniseerd en op dvd uitgebracht in onder andere de Verenigde Staten.

## Verhaal
GuP speelt zich af in een wereld die grotendeels lijkt op hedendaags Japan, met het verschil dat het besturen van oude uit de Tweede Wereldoorlog stammende tanks een traditionele Japanse sport wordt beschouwd, die enkel beoefend wordt door meisjes. Op veel Japanse scholen worden toernooien gehouden waarbij meisjes het tegen elkaar opnemen in tanks. Ze schieten hierbij met speciale munitie die een wit vlaggetje uit een tank omhoog laat schieten als deze te zwaar beschadigd is om verder deel te nemen. Hoewel deze munitie niet levensgevaarlijk is, kunnen tanks wel in brand vliegen of op hun kant vallen; de sport is dus niet geheel zonder gevaren.
Het verhaal volgt Miho Nishizumi, een meisje dat naar de Oarai-meisjesschool overstapt nadat ze een traumatische ervaring heeft opgelopen op haar vorige school terwijl ze een tank bestuurde. Ze weet dat er op Oarai niet aan tankgevechten wordt gedaan en ze kan niet wachten verlost te zijn van tanks en alles wat ermee te maken heeft. Haar nieuwe school besluit echter vanaf dat jaar een tankteam samen te stellen en aangezien Miho de enige is met ervaring, wordt zij de leider van dit nieuwe team. Ze doet dit eerst met veel tegenzin maar merkt gaandeweg dat tankgevechten toch leuk kunnen zijn, zeker met de nieuwe groep vriendinnen die ze nu om zich heen heeft.
De school besluit uiteindelijk mee te doen aan een landelijk tanktoernooi, waarbij Oarai het zal opnemen tegen meisjesscholen die een stereotiepe weerspiegeling zijn van verschillende landen die deelnamen aan de Tweede Wereldoorlog. Zo is er een school genaamd Pravda die een krik en hamer als logo heeft. Bovendien hebben alle leerlingen van Pravda Russische namen en zijn alle tanks in hun team Sovjet modellen.

## Wetenswaardigheden
Alle tanks, hun specificaties en interieur worden feitelijk juist weergegeven in de serie. Ook zingen de Japanse stemacteurs het Russische lied Katjoesja wanneer het tankgevecht van de Pravda school begint. Verantwoordelijk hiervoor is Takaaki Suzuki, een Japanse historicus die al eerder meewerkte aan historische anime-series als Strike Witches.